# Earls Court
Earls Court es un barrio (district) en el Royal Borough de Kensington y Chelsea en el centro de Londres, limitando con los subdistritos de South Kensington al este, West Kensington al oeste, Chelsea al sur y Kensington al norte. Aquí radica el Centro de Exhibiciones Earls Court, uno de los espacios interiores más amplios del país, y popular local para conciertos.

## Historia

### Antigua

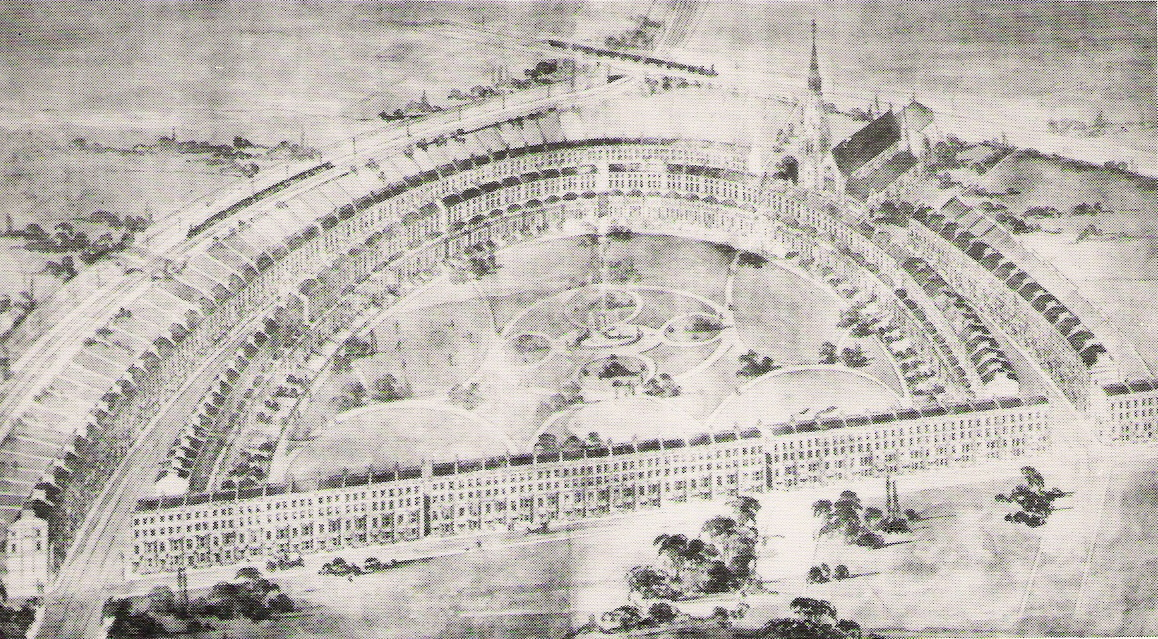
Los jardines Philbeach, Earls Court, h. 1875, con la iglesia parroquial de St.Cuthbert

La zona de Earls Court en 1830

Earls Court fue en el pasado una zona rural, cubierta de campos verdes y mercados agrícolas. El sajón Thegn Edwin fue señor de esta zona antes de la conquista normanda. Durante quinientos años la tierra, parte del antiguo señorío de Kensington, perteneció a la familia Vere, los condes de Oxford y descendientes de Aubrey de Vere I, quien tuvo el señorío de Geoffroy de Montbray, obispo de Coutances, en el Domesday Book en 1086. Alrededor de 1095, esta posesión se convirtió y tenía Kensington directamente de la corona. Para el año 1104, se había construido aquí una iglesia. Los condes mantuvieron su sede señorial donde actualmente se encuentra el Old Manor Yard, justo al lado de la estación del metro de Londres. Earls Court Farm es visible en el mapa de Greenwood de Londres, que data de 1827.

### Línea de ferrocarril
La construcción de la estación de ferrocarril del distrito metropolitano en 1865–69 fue catalizadora del desarrollo de la zona. En el cuarto de siglo posterior a 1867, Earls Court fue transformado en un suburbio densamente populado de 1.200 casas y dos iglesias. Entre 1867 y 1873 se construyeron Eardley Crescent y Kempsford Gardens, en 1873 se empezó a construir en Earls Court Square y Longridge Road, en Nevern Place en 1874, en Trebovir Road y Philbeach Gardens en 1876, y Nevern Square en 1880.

## Población
El ward de Earls Court tiene una población de 9.659 personas según el censo de 2001.

### SigloXX
Después de la Segunda Guerra Mundial, inmigrantes polacos se asentaron en la zona de Earls Court lo que llevó a que la llamarfan "El corredor de Danzig". A finales de la década de los 60, una amplia población nómada de Australia y Nueva Zelanda empezaron usar Earls Court como un núcleo en el Reino Unido y a lo largo del tiempo se ganó el apodo de "Valle del canguro". En aquella época era una de las zonas más baratas cercanas al centro de Londres, y hasta los años 90 siguió siendo un barrio algo andrajoso en comparación con sus vecinos del Norte y el Este. La zona fue, durante mucho tiempo, el lugar donde comprar y vender la omnipresente autocaravana VW. Actualmente, aunque aún hay estudiantes y otras personas con visado temporal, parece que australianos y neozelandeses se han movido algo más al norte y al oeste, a zonas más baratas. 
El cambio en la población de la zona se debe en gran medida a los disparados precios de la propiedad y la gentrificación de la zona. La escala del cambio está ilustrada por la división económica entre las zonas oriental y occidental de Earls Court.

## Personajes destacados

### Placas azules[7]
- Edwin Arnold (1832–1904), poeta y periodista inglés, vivió en el 31 de Bolton Gardens.
- Norman Lockyer (1836–1920), científico y astrónomo inglés a quien se atribuye el descubrimiento del gas helio, vivió en el 16 de Penywern Road.
- Dame Ellen Terry (1847–1928), actriz teatral Shakespeariana en Gran Bretaña en los años 1880 y 1890, vivió en el 22 de Barkston Gardens.
- Edmund Allenby, primer vizconde de Allenby (1861–1936), soldado británico y administrador famoso por su papel durante la Primera Guerra Mundial cuando guio a una fuerza expedicionaria egipcia a la conquista de Palestina y Siria, vivió en el 24 de Wetherby Gardens.
- Howard Carter (1874–1939), arqueólogo inglés, egiptólogo y descubridos de la tumba de Tutankamón, vivió en el 19 de Collingham Gardens.
- Sir William Orpen (1878–1931), pintor retratista irlandés, vivió en el 8 de South Bolton Gardens.
- Alfred Hitchcock (1899–1980), director de cine y productor británico, vivió en el 153 de Cromwell Road.
- Benjamin Britten (1913–1976), compositor, director de orquesta, violista y violinista inglés, vivió en el 173 de Cromwell Road.

### Otros residentes distinguidos
- Diana, princesa de Gales (1961–1997), la primera esposa de Carlos, príncipe de Gales, vivió en el 60 de Coleherne Court, Old Brompton Road, entre 1979 y 1981. El piso de tres dormitorios se lo compraron sus padres por cincuenta mil libras esterlinas como regalo por su 18.º cumpleaños. Diana, que compartía el espacio con otras tres compañeras de piso que le pagaban 18 libras a la semana, dijo en cierta ocasión que allí pasó la mejor época de su vida. Diana vivió allí hasta febrero de 1981 cuando se trasladó a Clarence House, la residencia de la Reina Madre, la noche antes de que se anunciara oficialmente su compromiso con el príncipe Carlos.[8][9] En los años noventa, Diana regresó con regularidad a la zona para entrenar en el Earls Court Gym (hoy parte de la cadena Soho Gyms) junto a la estación de metro de Earls Court.[10]
- Freddie Mercury (1946–1991), cantante del grupo de rock Queen, vivió y murió en una casa del n.º 1 de Logan Place, justo frente a Earls Court Road
- Stewart Granger (1913–1993), actor, nació en Coleherne Court, Old Brompton Road, y pasó la mayor parte de su infancia allí[11]
- Horace Donisthorpe (1870–1951), mirmecólogo y coleopterólogo, vivió en el 58 de Kensington Mansions, Trebovir Road. Memorable por su defensa del renombramiento del genus Lasius tras él como Donisthorpea, y por descubrir nuevas especies de escarabajos y hormigas, a menudo se le considera la mayor figura en la mirmecología británica.
- Mayor Sir William Palliser (1830–1882), político e inventor nacido en Irlanda, miembro del Parlamento por Taunton desde 1880 hasta su muerte, vivió en Earls Court Square
- Gary Barlow (1971), cantante, tiene una casa en Earls Court
- H. G. Pelissier (1874–1913), productor y compositor teatral, vivió en el número 1 de Nevern Square
- Howard Spensley (1834–1902), abogado australiano y político liberal británico, vivió en Earls Court Square
- John Barrowman (1967), hombre del espectáculo, tiene una casa con su esposo Scott Gill en Earls Court

## Ambientaciones de cine y novelas

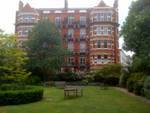
Kensington Mansions, Trebovir Road

- Kensington Mansions, en el lado septentrional de Trebovir Road, fue el misterioso bloque de mansiones en la película de Roman Polanski Repulsión (1965), en el que la sexualmente reprimida Carole Ledoux (interpretada por Catherine Deneuve) tiene un ataque asesino.[12] La película ganó un Oso de Plata-Premio especial del Jurado del festival de Berlín más tarde ese mismo año.
- 64 Redcliffe Square aparece en Un hombre lobo americano en Londres (1981). La película es una comedia de horror sobre dos turistas estadounidenses en Yorkshire que son atacados por un hombre lobo que ninguno de los habitantes de la zona admite que exista. El piso en la Plaza pertenece a Alex (Jenny Agutter), una joven enfermera que se enamora de uno de los dos estudiantes norteamericanos (David Kessler), al que tratan en el hospital de Londres.[13]
- Earls Court sirvió para ambientar la novela del año 1941 'Hangover Square: A Tale of Darkest Earl's Court' del novelista y dramaturgo Patrick Hamilton. A menudo citada como la mejor obra de Hamilton, se ambienta en el año 1939 en los días anteriores al estallido de la guerra con Alemania. El héroe George Harvey Bone inocentemente ansía a la bella pero cruel mujer llamada Netta en los oscuros pubs llenos de humo de Earls Court, al mismo tiempo que se ahoga en cerveza, whisky y ginebra.
- 26 Courtfield Gardens fue mencionada en la obra de Richard Curtis About Time (2013) y fue la localización de una de las escenas de fiesta.

## Atracciones locales

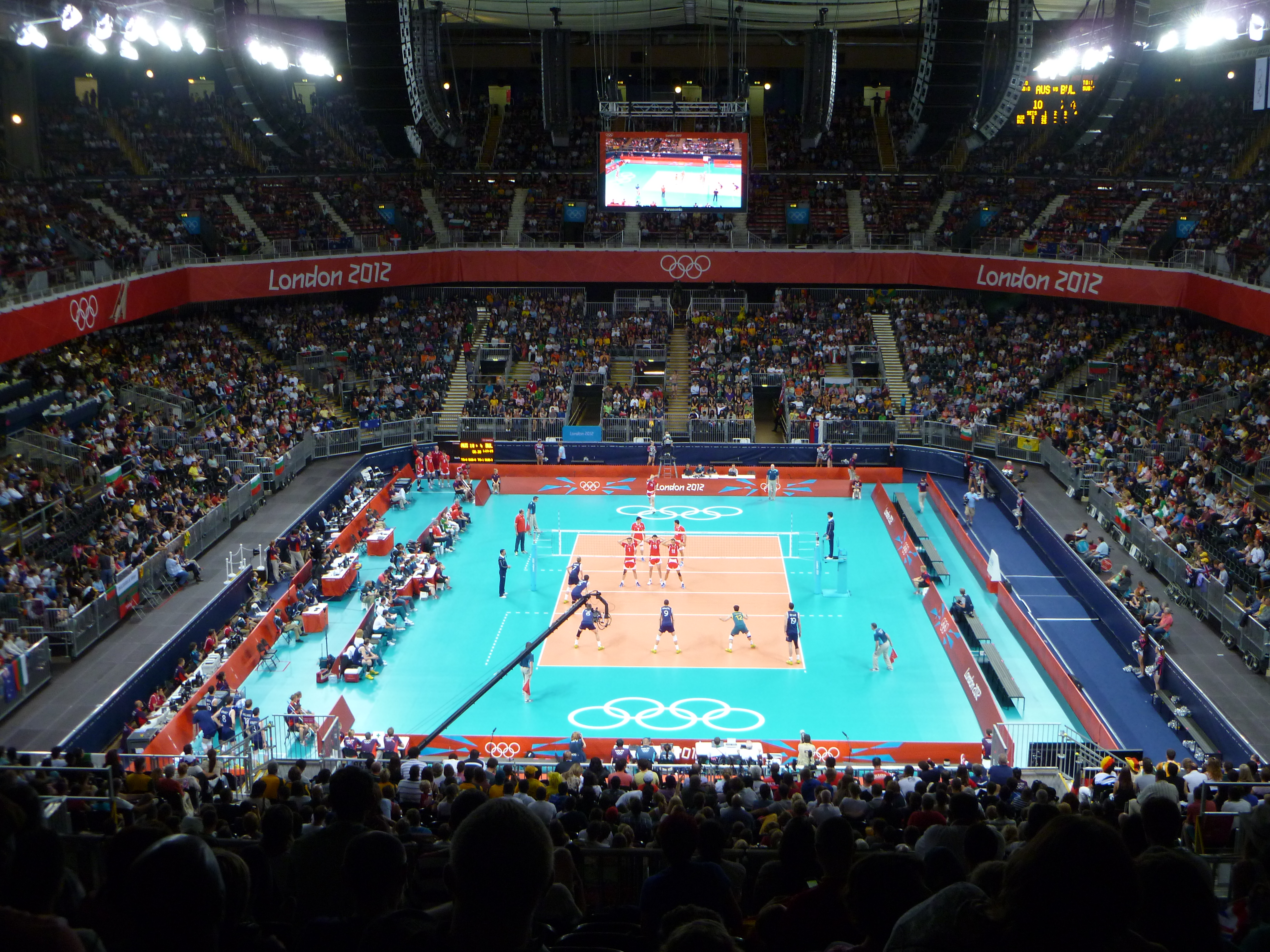
Centro de Exhibiciones Earls Court, que albergó las pruebas de voleyball en los Juegos Olímpicos de Londres 2012.

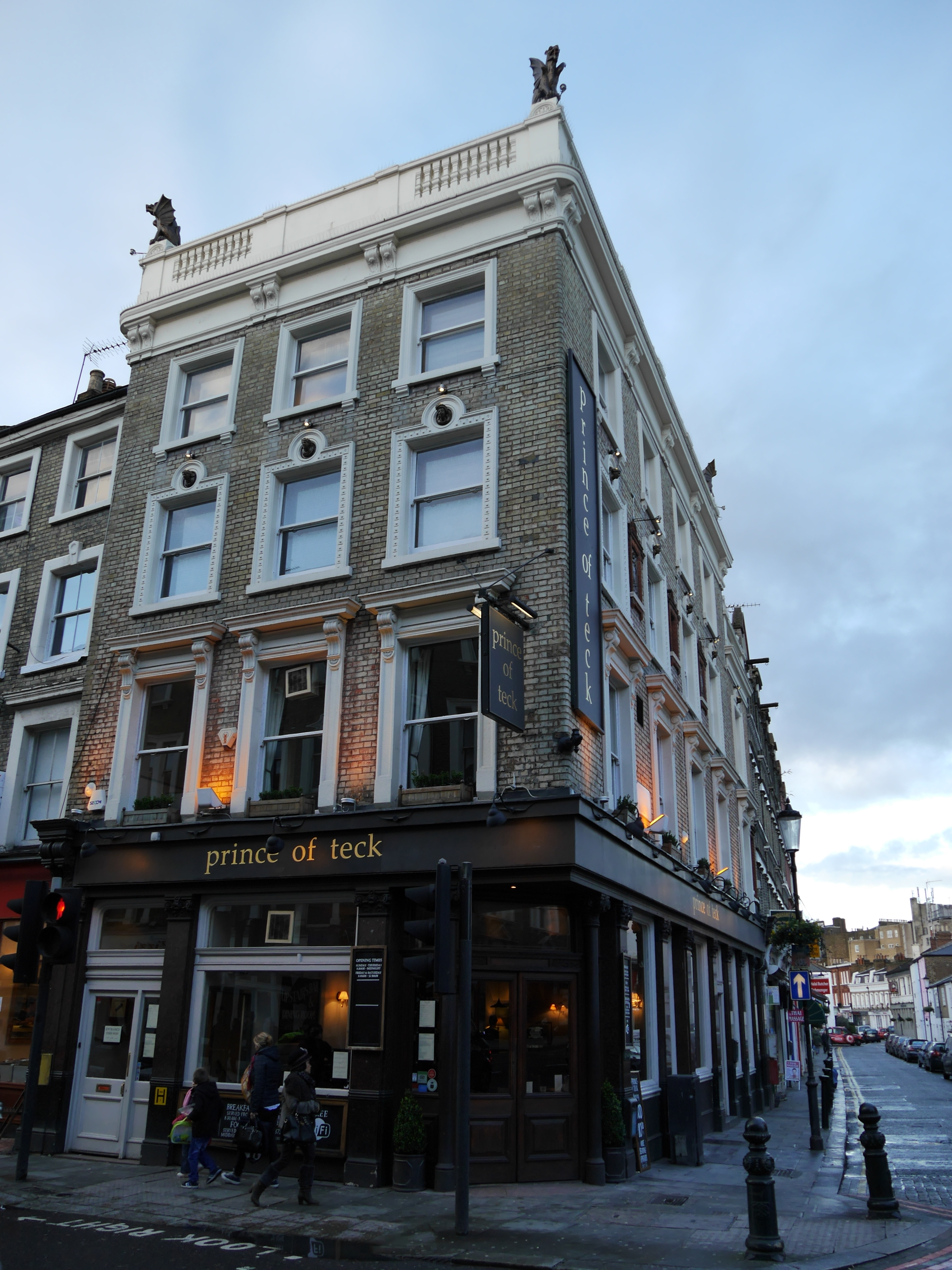
Príncipe de Teck, Earls Court Road

Earls Court está a una distancia cómoda andando de High Street Kensington, Holland Park, Kensington Gardens/Hyde Park, el Royal Albert Hall, Imperial College, el Museo de Historia Natural, el de Ciencias, y el de Victoria y Albert.
El lugar de Earls Court más atractivo para los visitantes es el Centro de Exhibiciones Earls Court, abierto en el edificio actual en 1937, con su llamativa fachada art déco que da a la Warwick Road. Una nueva entrada a la estación de metro Earl's Court se construyó para facilitar el acceso fácil al centro de exposiciones, incluyendo una entrada directa desde el pasadizo subterráneo que conecta las líneas District y Piccadilly. Sin embargo, se cerró en los años 90 más o menos en la época en que la capacidad del Centro de Exhibiciones fue ampliada por la construcción de una segunda sala de exposiciones, Earls Court 2, inaugurada por la princesa Diana, ella misma anterior residente en la zona.
En su momento álgido, este centro albergó muchas de las grandes ferias comerciales de la nación, incluyendo la Muestra anual del Motor, y la Real Muestra Agrícola, así como la exhibición de perros Crufts y el Royal Tournament militar. Las ferias comerciales más grandes se desplazaron después al National Exhibition Centre en el Aeropuerto Internacional de Birmingham-West Midlands cuando se abrió en 1988. La exposición anual más antigua es actualmente el Ideal Home Show que se celebra en abril, y que aún atrae a decenas de miles de visitantes. Aparte de eso, se ha venido usando cada vez más como un lugar de música en vivo, como el concierto de despedida de la banda Take That. En el otro extremo de la escala, se ha usado para representaciones de ópera del estilo de la Arena, de Carmen y Aida. Los archivos de metraje del nodo de Movietone (que puede verse en YouTube) capturan un único y potente ensayo de la Orquesta Filarmónica de Berlín bajo Wilhelm Furtwängler tocando el final de la Cuarta Sinfonía de Brahms durante una visita a Londres de reconciliación en la posguerra.
Capital & Counties – propietaria del Centro de Exhibiciones de Earls Court – tiene la intención de cerrar el local, y se espera que se volverá a desarrollar para el año 2020 con una mezcla de edificios de oficina y residencial.
Otro edificio señalado es el Empress State Building, ubicado en Lillie Road, que se terminó en 1962, y es un edificio de oficinal triangular único con fachadas salientes cóncavas. Fue ocupado por el Ministerio de Defensa a lo largo de 30 años. Pasó por un proceso de modernización anterior a su ocupación por la Policía Metropolitana alrededor del año 2003.
El Teatro Finborough, que se inauguró en 1980, es el teatro local del vecindario.
The Troubadour es un café y pequeño local de música, que ha albergado a jóvenes talentos desde el año 1954 – incluyendo a Bob Dylan, Jimi Hendrix y Elvis Costello.
Earls Court Village es el centro de la comunidad filipina británica, con una serie de restaurantes, supermercados (muchos de los cuales sirven comida para llevar) y bancos.
En esta zona se puede encontrar también una cabina de policía como la que aparece en la máquina del tiempo de The Doctor en la serie de la BBC para televisión Doctor Who. La police box azul ubicada afuera de la estación de metro de Earls Court en Earls Court Road es de hecho una réplica moderna de las tradicionales torres de señales de la policía GPO tradicional que en el pasado fueron algo común en el Reino Unido hasta principios de los años 70. Usada como una especie de cabina de teléfonos especializada para los policías en su "beat", las cajas fueron con el tiempo superadas con la introducción de radios personales en la fuerza policial.
Hay muchos ejemplos de artesanía tradicional y las industrias creativas en la zona de Earl's Court, como la Earl's Court Glass-Blowing una fábrica de maniquíes de fama mundial.
El Prince of Teck es un pub protegido con el Grado II en Earls Court Road.

## Vecindarios

### East Earls Court

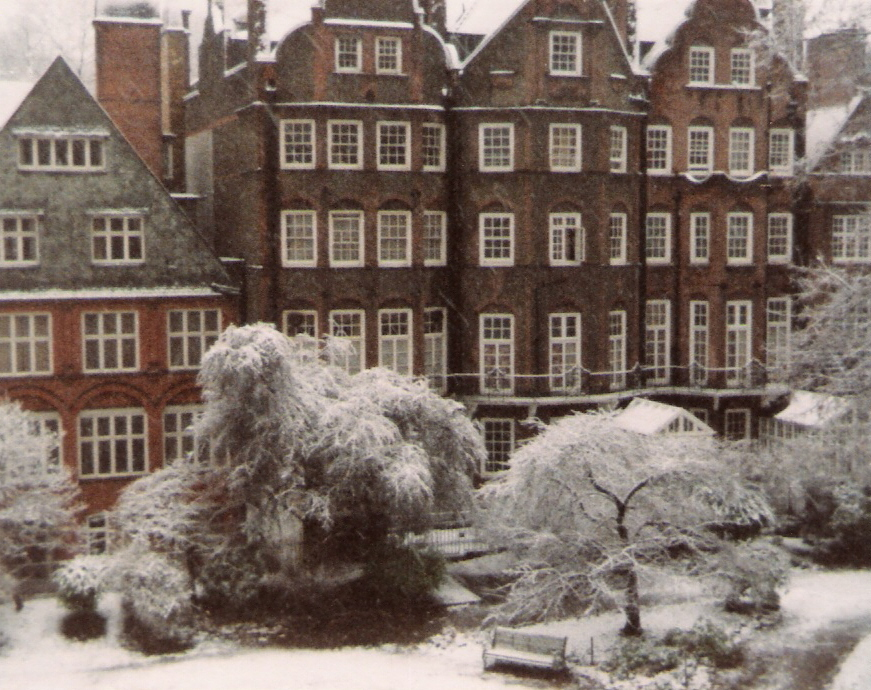
Casas en Collingham Gardens, Earls Court

"East Earls Court" queda al sur de Cromwell Road y al este de Earl's Court Road (una arteria Norte-Sur principal que parte Earls Court) y es donde se encuentran muchos apartamentos y casas que cuestan millones de libras en pequeñas plazas con jardines y calles residenciales. El límite meridional de Earls Court es Old Brompton Road, y la zona que queda al oeste es West Brompton, y la zona al sureste The Beach Area de Chelsea. Aquí, (basándose en el precio por metro cuadrado), The Boltons, tiene algunas de las fincas más caras en Europa. Se han vendido casas en The Boltons por un precio superior a los 20 millones de libras esterlinas. El límite oriental de Earls Court es Collingham Road, y al este de ella queda South Kensington.

### West Earls Court
"West Earls Court," que queda al oeste de Earls Court Road, es notablemente diferente en arquitectura. Hoteles "boutique" de estuco blanco en Trebovir Road y Templeton Place, y los impresionantes pisos de mansiones y casas urbanas de la época victoriana tardía de Earls Court Square, Nevern Square y Kensington Mansions, contrastan con los hoteles y bloques de apartamentos más baratos llenos de bedsits (apartamentos de los que se alquilan habitaciones).

## Arquitectura

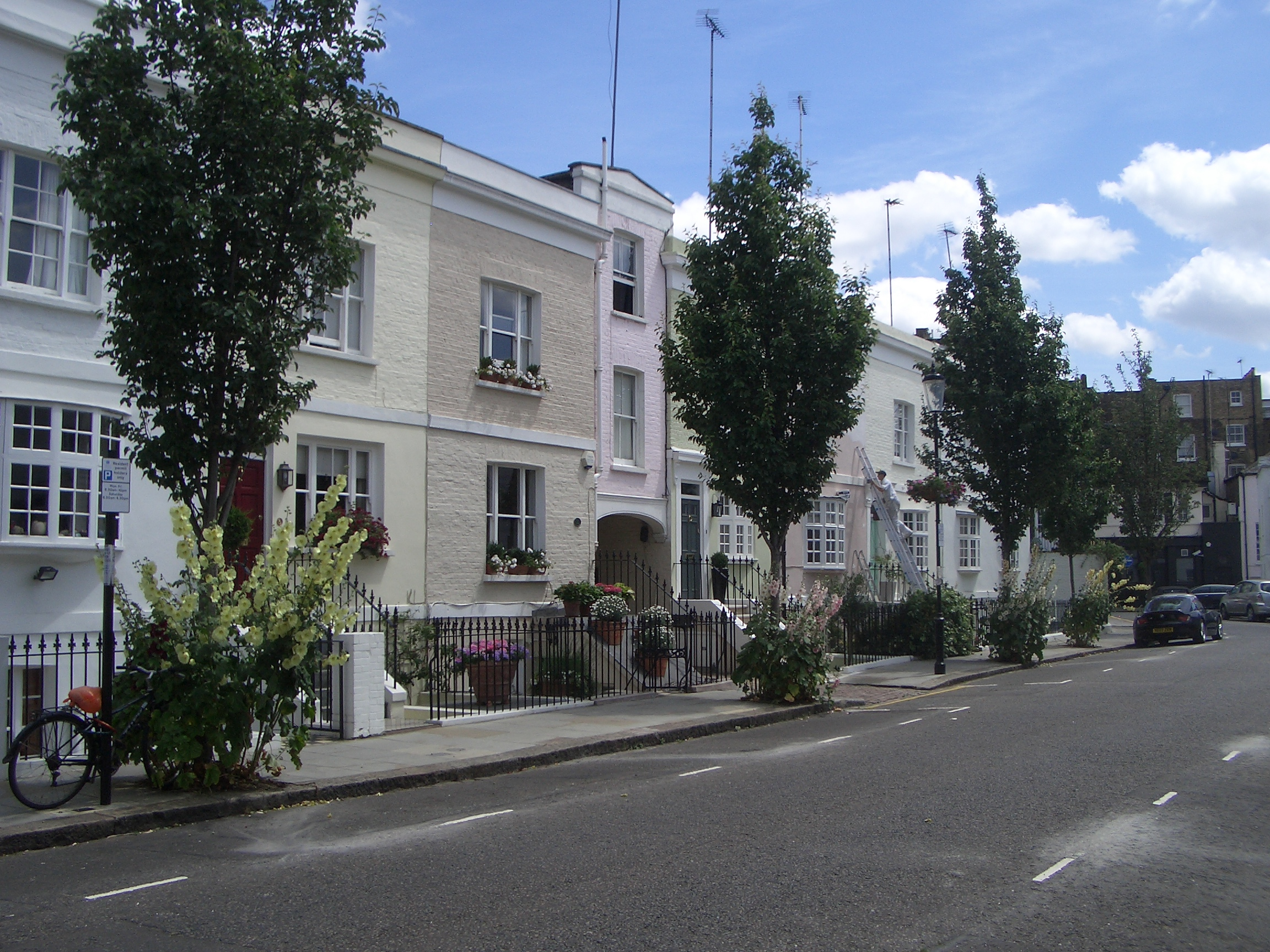
Wallgrave Road

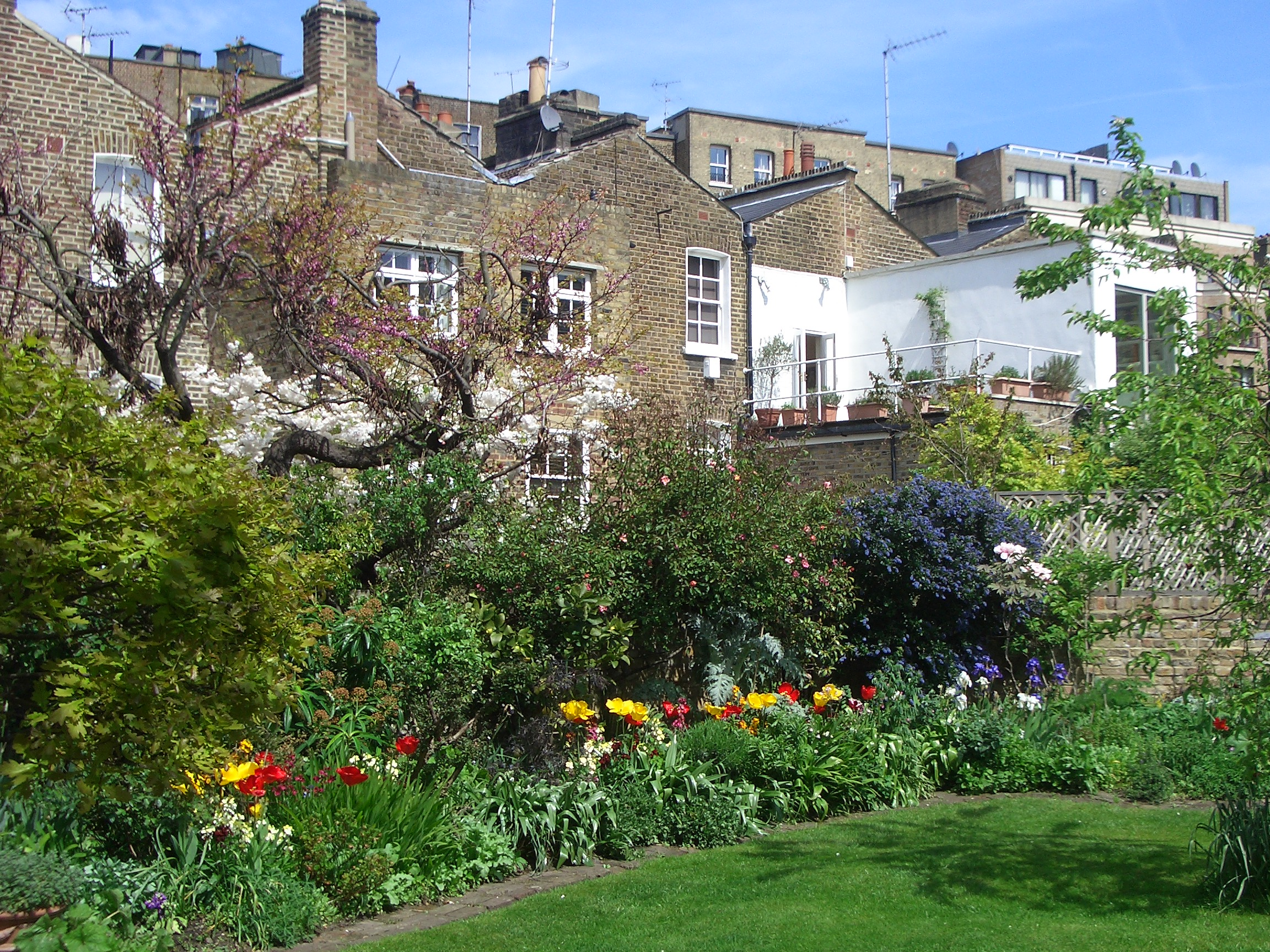
Providence Patch Communal Garden

Hay algunos ejemplos impresionantes de arquitectura de principios y mediados de la época victoriana en el distrito de Earls Court. Jardines como los de Bramham y los de Courtfield son hermosas plazas residenciales con impresionantes propiedades que dan a ellos y, en el caso de Courtfield Gardens, tradicionales forjas de hierro fundido alrededor de los jardines encerrados han sido restaurados (los originales se quitaron en 1940 para conseguir hierro durante la SGM) creando un ambiente victoriano más auténtico. Más al oeste, Kensington Mansions, Nevern Square y Philbeach Gardens se construyeron alrededor de jardines dispuestos de manera formal (con acceso limitado a los residentes). Collingham Road y Harrington Road, también tienen edificios únicos, muchos de ellos muy grandes y actualmente usados como embajadas. Un poco más al norte, justo al sur de Cromwell Road, la tranquila zona de conservación abarcando Childs Place, Kenway Road, Wallgrave Road y Redfield Lane contiene buenos ejemplos de casas más modestas, pintadas en tonos pastel en un ambiente muy pintoresco con algunos diseños florales. Escondida en mitad de esta zona está el jardín comunal más pequeño de Londres, "Providence Patch" construido en el lugar donde estaban los establos de las casas que lo rodeaban, que quedaron destruidos por una bomba en 1941. Un vistazo de los jardines (privados) se puede conseguir a través de la entrada del establo original en Wallgrave Road

## Lugares cercanos

### Distritos
- Chelsea
- South Kensington
- West Brompton
- West Kensington
- Fulham

### Estaciones de metro
- Estación de Earl's Court
- Estación de West Brompton

### Otros
- Stamford Bridge (estadio), sede de Chelsea F.C.
- Cementerio de Brompton

## Otros Earls Courts
Otros Earls Courts se encuentran por todo el mundo, y entre ellos:
- Kyabram, Victoria, Australia